# Ópera do Cairo

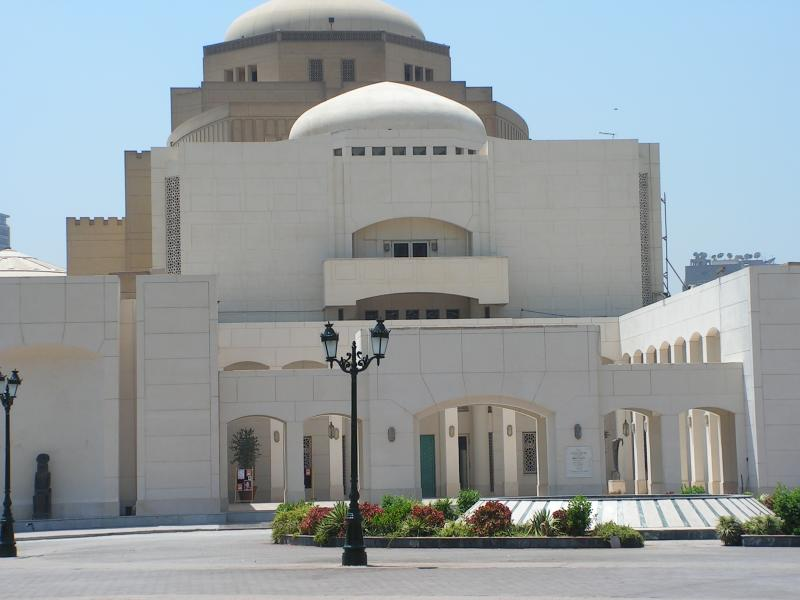

A Casa de Ópera do Cairo (árabe: دار الأوبرا المصرية‎; Dār el-Opera el-Masreyya), é parte do Centro Cultural Nacional de Cairo. É a residência das mais importantes organizações musicais egípcias, como a Orquestra Sinfônica do Cairo.

## História
A casa de ópera foi inaugurada em 10 de outubro de 1988. Os fundos para a construção do complexo foram dos governos do Egito e do Japão, como resultado da visita do presidente Hosni Mubarak ao Japão, em abril de 1983. A construção começou em maio de 1985 e durou três anos.
Em outubro de 1988 o presidente Mubarak e Sua Alteza, o príncipe Tomohito de Mikasa, o irmão mais jovem do imperador japonês, inauguraram a Casa de Ópera do Cairo. Em reconhecimento, a Orquestra Filarmônica Real, de Londres, escolheram a casa para a primeira performance de sua visita ao Oriente Médio e África, em janeiro de 2007.

## Espaços para performances
- Grande Hall: 1.300 lugares em quatro andares, incluindo lugares para a orquestra e Camarote Presidencial. Usado em óperas, apresentações sinfônicas e performances de balé.
- Pequeno Hall: 500 lugares em um único piso, usado em apresentações de câmara e recitais. Pode ser usar como um hall para receber eventos importantes.
- Teatro a Céu Aberto: Usado para performances a céu aberto, com 600 lugares.